# Faro (Bier)

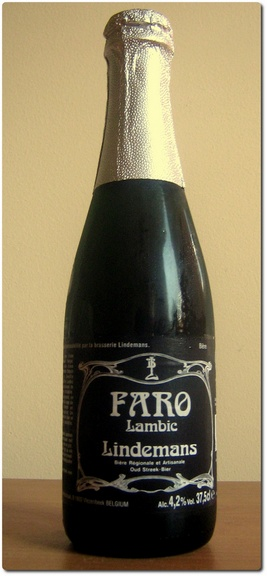
Die Biersorte Faro

Faro bezeichnet ein spontangäriges Lambikbier aus Brüssel, bei dem nach dem Verschneiden verschiedener Lambiks zu Geuze zur weiteren Flaschengärung Kandiszucker hinzugegeben wird. Aufgrund dieser Zutat hat das Faro einen süßlichen Geschmack. Der Alkoholgehalt des Bieres beträgt 4,5 bis 5,5 %.
Seit 21. November 1997 ist die traditionelle Zusammensetzung oder das traditionelle Herstellungsverfahren des Produkts als garantiert traditionelle Spezialität (g. t. S., engl. TSG) geschützt.